# Sándor Imre (újságíró)
Sándor Imre, 1913-ig Stark (Pápa, 1892. szeptember 8. – Budapest, 1943. március 8.) író, újságíró, műfordító, Kunvári Lilla szobrász-és éremművész második férje.

## Élete
Sándor (Stark) Lajos rőföskereskedő és Reich Teréz fia, izraelita vallású. Középiskolai tanulmányait követően a Kőbányai Sörgyár hivatalnokaként dolgozott. Az első világháború idején a Pesti Napló munkatársa volt. A Tanácsköztársaság bukása után, 1920-ban Bécsbe, onnan az 1920-as évek közepén Csehszlovákiába költözött. A bécsi emigrációban barátságot kötött József Attilával, aki Sándor Imréhez címmel verset is írt. 1926 áprilisában a Szedjetek szét, csillagok! című színdarabját a Belvárosi Színházban mutatták be, majd egy évvel később a Fővárosi Operettszínház irodalmi matinéján színre került Mint az új bor című darabja. Utóbbi színmű két főszerepét Holló Klári és Baló Elemér alakították. 1939-ben visszatelepült Magyarországra, ahol irodalmi és újságírói munkásságából élt. Munkatársa volt a bécsi Tűznek, Vasárnapnak és Jövőnek, továbbá a Pesti Naplónak, a Prágai Magyar Hírlapnak, valamint kassai és pozsonyi lapoknak. Élete utolsó éveiben a Magyarország című lap reggeli kiadásának belső munkatársaként működött. Első elbeszéléseit a Nyugat irodalmi folyóirat közölte. Jo van Ammers-Küller holland írónő több könyvét magyarra fordította.
A Kozma utcai izraelita temetőben helyezték végső nyugalomra.

## Családja
Első felesége Reidl Katalin volt, akivel 1922. július 30-án Budapesten, az Erzsébetvárosban kötött házasságot, ám egy évvel később elvált tőle. Második felesége Kunvári Lilla volt.

## Főbb művei
- Boldogság (novellák, Budapest, 1918)
- Lángoló út (regény, a Tanácsköztársaság idején jelent meg folyóiratban folytatásokban; kötetben: Pozsony, 1928)
- Asszonyok (novellák, Kassa, 1926)
- Szedjetek szét, csillagok (drámai mesejáték, Belvárosi Színház, 1926)
- Mint az új bor (dráma, előadta a Budapesti Színészek Szövetsége, 1927)
- Különös ember (dráma, bemutató: Kassai Magyar Színház, 1938)
- Mesebeli herceg (magyar vígjáték, 1940)